# Gumond
Gumond é uma comuna francesa na região administrativa da Nova Aquitânia, no departamento de Corrèze. Estende-se por uma área de 9,87 km². Em 2010 a comuna tinha 102 habitantes (densidade: 10,3 hab./km²).